# 安德鲁·斯蒂恩
安德鲁·马丁·斯蒂恩（英語：Andrew Martin Steane，1965年—）是一位英国物理学家，现任牛津大学物理学教授，同时也是牛津大学埃克塞特学院的院士（Fellow）。
斯蒂恩毕业于牛津大学圣埃德蒙学堂，并在此获得文学硕士（MA）与哲学博士（DPhil）学位。
他的主要研究贡献在于量子信息处理领域的量子纠错，其中最为著名的是提出了斯蒂恩码。斯蒂恩码是一种量子纠错码（QECC），它基于一种被称为CSS纠错码（Calderbank-Shor-Steane code）的构造方法。CSS码利用一对特定的经典线性码来构建量子码，能够分别独立地修正比特翻转（X错误）和相位翻转（Z错误）。斯蒂恩码具体使用了经典的[7,4,3]汉明码（Hamming code）作为基础，使用7个物理量子比特来编码1个逻辑量子比特（表示为[7,1,3]码），能够检测最多两个错误并纠正任意单个量子比特的错误。该编码是量子哈明码家族中的第一个成员，对于实现容错量子计算具有重要意义。凭借此项工作，他于2000年荣获英国物理学会授予的麦克斯韦奖章。

## 主要论文
- Steane, A.M. (1998) "Quantum Computing". Reports on Progress in Physics. 61: 117–173.
- Steane, A.M. (2003) "A Quantum Computer Needs Only One Universe". Studies in History and Philosophy of Modern Physics. 34B: 469–478.

## 主要著作
- . Oxford University Press. 2011. ISBN 9780199694617 （英语）.
- . Oxford University Press. 2012 （英语）.[4]
- . Oxford University Press. 2014 （英语）.[5]
- Thermodynamics by Andrew Steane